# Acmaeodera rubrocuprea
Acmaeodera rubrocuprea är en skalbaggsart som beskrevs av Frederic Westcott och Nelson 2000. Acmaeodera rubrocuprea ingår i släktet Acmaeodera och familjen praktbaggar. Inga underarter finns listade i Catalogue of Life.